# کمیته اخلاق نشر
کمیته بین المللی اخلاق نشر (به انگلیسی: Committee on Publication Ethics) یک انجمن بین‌المللی برای سردبیران و مجلات داوری همتا برای بحث در خصوص تمام جنبه‌های اخلاق نشر است.
این کمیته در سال ۱۹۹۷ توسط گروه کوچکی از سردبیران مجلات پزشکی در انگلستان تأسیس شد اما اکنون بیش از ۹۰۰۰ عضو از سرتاسر جهان و در همه رشته‌ها دارد. عضویت در این کمیته برای سردبیران مجلات و دیگر علاقه‌مندان به قوانین اخلاق در نشر رایگان است. چند انتشارات معروف مانند الزویر ،وایلی ،اشپرینگر و تیلور اند فرانسیس نیز به عضویت در این کمیته در آمده‌اند.
کمیته توصیه‌هایی در خصوص تمامی جوانب اخلاق نشر برای مجلات و انتشارات فراهم می‌آورد و بالاخص به نحوه برخود با سوء رفتارها در زمینه تحقیقات و انتشارات می‌پردازد. این کمیته به بررسی مسائل فردی نمی‌پردازد ولی در عوض سردبیران را تشویق می‌کند که از بررسی موارد توسط یک گروه مناسب اطمینان حاصل کنند کوپ، دستورالعمل‌ها و پیشنهادهایی را برای سردبیران و ناشران و داوران مجلات تهیه کرده ‌است  که هنگام برخورد با انواع سوءرفتارهای پژوهشی می‌توانند از آن کمک بگیرند و طبق آن رفتار کنند. این کمیته همچنین دارای سمینارهای سالانه و آموزش‌های الکترونیک برای سردبیران تازه کار است.
این کمیته توصیه‌هایی را برای داوران و سردبیران به منظور رعایت اصل امانتداری و انصاف و داوری بدون تعصب و به دور از غرض تنظیم کرده است که رعایت آن‌ها از جانب این اشخاص به عنوان افراد تأثیرگذار در کاهش تخلفات حوزۀ پژوهش بسیار حائز اهمیت است. کوپ متعهد به آموزش و پشتیبانی از ویراستاران، ناشران و کسانی است که در اخلاق انتشار درگیر هستند (با هدف پیشبرد فرهنگ انتشار به سوی یک شیوه اخلاقی). رویکرد کوپ به طور جدی در جهت تأثیرگذاری از طریق آموزش، منابع و حمایت از اعضا، همراه با تقویت بحث های حرفه ای در جامعه علمی است.
مجلات و ناشران باید در همه زمینه های ذیل، کارهای مستند خود را به خوبی و دقیق توضیح دهند:
- فرایند داوری تخصصی
- هم نویسندگی و همکاری
- اتهامات سوء رفتار
- شکایت و تجدید نظر
- تضاد منافع
- داده ها و قابلیت بازتولید
- مالکیت معنوی
- مدیریت مجله
- نظارت اخلاقی
- بحث های پس از انتشار

مجلات باید یک فرآیند به روشنی توصیف شده برای رسیدگی به شکایات علیه مجله، کارکنان آن، هیئت تحریریه یا ناشر داشته باشند. به علاوه باید اجازه انتشار نظرات خوانندگان خود را، از طریق نامه به سردبیر یا مکانیزم های مشابه دیگر داشته باشند.
کوپ برای هر یک از موارد دهگانه ذکر شده، اطلاعات زیر را در اختیار می گذارد:
- راهنمایی
- آموزش الکترونیک
- وبینارها و سمینارها
- اخبار و رویدادها
- موارد
- بحث اسناد
- فلوچارت

نمونه ای از فلوچارت ها و راهنمایی ها برای سردبیران و داوران مجلات و...در مواجهه با تخلفات و سورفتارهای پژوهشی و علمی توسط لیز ویجر از کمپانی ساید ویو در سال 2008 تهیه شده و از طریق آقای بهروز آستانه به فارسی ترجمه و منتشر شده است:
کمیته اخلاق نشر راهنمایی هایی را برای سردبیران، داوران و هم طرازان و نویسندگان ارائه می دهد.
منابع
1. ↑  «Committee on Publication Ethics: COPE | Promoting integrity in research publication». publicationethics.org. بایگانی‌شده از اصلی در ۲۴ فوریه ۲۰۱۸. دریافت‌شده در ۲۰۱۹-۰۱-۲۸.
2. ↑  کمیته اخلاق نشر)۲۰۱۴)
3. ↑  عباسیان، زهره (1394) : کمیتۀ بین‌المللی اخلاق  نشر.   http://www.samimnoor.ir/view/fa/ArticleView?itemId=23.
4. ↑  «About COPE | Committee on Publication Ethics: COPE». publicationethics.org. دریافت‌شده در ۲۰۱۹-۰۱-۲۸.
5. ↑   (PDF) https://publicationethics.org/files/Persian%20%281%29.pdf. دریافت‌شده در ۲۰۱۹-۰۱-۲۸. پارامتر |عنوان= یا |title= ناموجود یا خالی (کمک)